# Sebastião Alves (montanha)
O Sebastião Alves (Montanha) é uma elevação portuguesa localizada no concelho da Povoação, ilha de São Miguel, arquipélago dos Açores.
Este acidente geológico tem o seu ponto mais elevado a 924 metros de altitude acima do nível do mar. Esta formação montanhosa encontra-se nas imediações do Planalto dos Graminhais. Nas suas encostas nasce a Ribeira dos Lagos.